# Euchromia kuehni
Euchromia kuehni là một loài bướm đêm thuộc phân họ Arctiinae, họ Erebidae.